# IO-Link
Mit dem Markennamen IO-Link ist ein Kommunikationssystem zur Anbindung intelligenter Sensoren und Aktoren an ein Automatisierungssystem in der Norm IEC 61131-9 unter der Bezeichnung Single-drop digital communication interface for small sensors and actuators (SDCI) normiert. Die Standardisierung umfasst dabei sowohl die elektrischen Anschlussdaten als auch ein digitales Kommunikationsprotokoll, über das die Sensoren und Aktoren mit dem Automatisierungssystem in Datenaustausch treten.

## Systemaufbau
Ein IO-Link-System besteht aus einem IO-Link-Master und einem oder mehreren IO-Link-Geräten, also Sensoren oder Aktoren. Der IO-Link-Master stellt die Schnittstelle zur übergeordneten Steuerung (SPS) zur Verfügung und steuert die Kommunikation mit den angeschlossenen IO-Link-Geräten.
Ein IO-Link-Master kann einen oder mehrere IO-Link-Ports haben, an dem jeweils nur ein Device angeschlossen werden kann. Dies kann auch ein „Hub“ sein, der als Konzentrator den Anschluss von klassisch schaltenden Sensoren und Aktoren ermöglicht.
Ein IO-Link-Gerät kann ein intelligenter Sensor, Aktor, Hub, oder aber bedingt durch die bidirektionale Kommunikation auch eine Mechatronik-Komponente z. B. ein Greifer oder ein Netzteil mit IO-Link-Anbindung sein. Intelligent heißt im Hinblick auf IO-Link, dass ein Gerät Identifikationsdaten z. B. eine Typbezeichnung und eine Seriennummer oder Parameterdaten (z. B. Empfindlichkeiten, Schaltverzögerungen oder Kennlinien) besitzt, die über das IO-Link-Protokoll lesbar bzw. schreibbar sind. Das Ändern von Parametern kann damit z. T. im laufenden Betrieb durch die SPS erfolgen. Intelligent heißt aber auch, dass es detaillierte Diagnoseinformationen liefern kann.
Die Parameter der Sensoren und Aktoren sind geräte- und technologiespezifisch, daher gibt es für jedes Gerät Parameterinformationen in Form einer IODD (IO Device Description) mit der Beschreibungssprache XML. Die IO-Link Community stellt Schnittstellen zu einem „IODD Finder“ zur Verfügung, der von Engineering- oder Master-Tools genutzt werden kann, um zu einem Device die passende IODD zu präsentieren.

## Übertragungsverfahren
IO-Link setzt auf die klassischen 24 V Signale der IEC 61131-2. Die Signalpegel „0“ (0 V) bzw. „1“ (24 V) zeigten traditionell das Über- oder Unterschreiten eines Schwellenwertes an. Dieser Betrieb wird als „Schalt-Modus“ oder SIO bezeichnet. Bei IO-Link kann dieses Schalten (0/1) rasch hintereinander und codiert durchgeführt werden. Die Codierung und die daraus folgenden Rahmen und Datenpakete sind im IO-Link-Protokoll festgelegt. Das Umschalten vom „Schalt-Modus“ (IO-Link SIO) in den „Datenpaket-Modus“ geschieht durch einen vom Master ausgelösten „Wake-up“-Vorgang.
Wenn Übertragungen fehlschlagen wird das Datenpaket noch 2-mal wiederholt. Erst nach dem Fehlschlagen des zweiten Wiederholversuchs erkennt der IO-Link Master einen Kommunikationsabbruch und meldet diesen an die übergeordnete Steuerung.

## IO-Link Safety
IO-Link Safety ist eine Erweiterung von IO-Link, indem es eine zusätzliche Sicherheitskommunikationsschicht auf den vorhandenen Master- und Device-Schichten vorsieht, die dadurch zum „FS-Master“ und „FS-Device“ werden. Man spricht auch von Black Channel - Prinzip. Das Konzept wurde durch IFA und TÜV SÜD geprüft.
IO-Link Safety hat zudem die bei funktionaler Sicherheit bei einer berührungslos wirkenden Schutzeinrichtung (BWS) üblichen Ausgangsschaltelemente OSSD (Output Switching Signal Device) erweitert zu OSSDe. Wie bei Standard IO-Link kann ein FS-Device sowohl im Schaltbetrieb als OSSDe als auch über funktional sichere IO-Link Kommunikation betrieben werden.
Bei der Implementierung sind die Sicherheitsregeln der IEC 61508 und/oder EN ISO 13849 zu beachten.

## IO-Link Wireless
IO-Link Wireless ist eine Erweiterung von IO-Link auf der physikalischen Ebene. Zum übergeordneten System verhält sich ein IO-Link Wireless Master („W-Master“) wie ein Master. Es gibt nach „unten“ zu den IO-Link Wireless Devices („W-Devices“) nur noch virtuelle Ports über eine Funkstrecke auf Basis IEEE 802.15.1.
Ein Übertragungszyklus besteht aus zwei Phasen. Der W-Master sendet zur Übertragung von Ausgangsdaten ein Multicast-W-Frame (Downlink) mit Daten für die W-Devices in zugewiesenen Zeitschlitzen (Slots). Danach geht der W-Master auf Empfang und sammelt im Uplink Daten von den W-Devices, die nach einem vereinbarten festen Schema nacheinander senden.
Zur Sicherung der Übertragung kommen Frequency Hopping und Channel-Blacklisting zum Einsatz.

## Herstellung von Geräten
Sämtliche IO-Link Spezifikationen stehen auf der Webseite des IO-Link Konsortiums im Download-Bereich kostenlos zur Verfügung. Bei Implementierungen in Geräte ist die Policy der IO-Link Community zu beachten.
Die Konformität der Implementierung eines Masters oder Devices  zum IO-Link- bzw. SDCI-Standards erklärt der Hersteller durch eine Unterschrift auf einer Herstellererklärung. Die nötigen Voraussetzungen hierfür hat die IO-Link Community durch eine IO-Link Testspezifikation und durch die Verfügbarkeit von Master- und Device-Testern geschaffen. Es gibt Kompetenzzentren zur Entwicklungsunterstützung. Deren Aufgabe ist es, bei der Entwicklung von IO-Link-Geräten beratend, als auch entwickelnd, tätig zu werden. Die Herstellererklärung ist seit dem 1. Juli 2011 für alle Geräte verpflichtend, die ab diesem Zeitpunkt in Umlauf gebracht werden.